# NGC 7537
NGC 7537 (również PGC 70786 lub UGC 12442) – galaktyka spiralna (Sbc), znajdująca się w gwiazdozbiorze Ryb. Odkrył ją William Herschel 30 sierpnia 1785 roku.
W galaktyce tej zaobserwowano supernową SN 2002gd.